# Dinera brevipalpis
Dinera brevipalpis là một loài ruồi trong họ Tachinidae.